# بن دوكيت
ظهر Duckett لأول مرة مع Northamptonshire في 2012 Friends Life t20 ضد Gloucestershire في 8 يوليو 2012، بينما كان في سنته الأولى في المستويات A في مدرسة Stowe. خلال موسم 2015، سجل أربعة قرون في بطولة المقاطعة، وتمكن للتو من كسر حاجز ألف نقطة من الدرجة الأولى في الموسم، مع 1002 بمتوسط 52.73.
حقق موسم 2016 نجاحًا ملحوظًا لداكيت. بدأ الموسم بأعلى درجة جديدة بلغت 282 ولم يخرج ضد ساسكس. سجل ثلاث مئات أخرى من الدرجة الأولى خلال الموسم، وسجل 185 و189 و205، بإجمالي 1338 نقطة عند 58.17 ولعب في نصف النهائي. لقد أنهى الفريق الفائز في النهائي، وحقق نجاحًا خاصًا في الدور نصف النهائي، حيث سجل 84 هدفًا من 47 كرة فقط، وشارك في 132 شراكة مع أليكس واكيلي.
في نهاية الموسم، تم اختيار كأفضل لاعب كريكت شاب لهذا العام من قبل كل من نادي كتاب الكريكيت ورابطة لاعبي الكريكيت المحترفين (PCA). حصل أيضًا على لقب أفضل لاعب في PCA لهذا العام، وهو أول لاعب يفوز بجائزتي PCA في نفس الموسم.